# Vertigo (filme)
Vertigo (br: Um Corpo que Cai / pt: A Mulher que Viveu Duas Vezes) é um filme estadunidense de 1958, dos gêneros film noir e thriller psicológico, dirigido e produzido por Alfred Hitchcock. A história foi baseada no romance de 1954, D'entre les morts (Dentre os Mortos) por Boileau-Narcejac. O roteiro foi escrito por Alec Coppel e Samuel A. Taylor.
O filme estrela James Stewart como o ex-policial detetive John "Scottie" Ferguson. Scottie é forçado à aposentadoria precoce, depois que um incidente, durante seu expediente, o levou a desenvolver acrofobia (medo extremo de alturas) e vertigem (uma falsa sensação de movimento de rotação). Scottie é contratado por um conhecido, Gavin Elster, como investigador particular, para seguir a esposa de Gavin, Madeleine (Kim Novak), que vem se comportando de forma estranha.
O filme foi filmado em São Francisco, Califórnia, e nos estúdios da Paramount Studios, em Hollywood. Este foi o primeiro filme a utilizar o zoom Dolly, um efeito de câmera que distorce a perspectiva para criar desorientação, para mostrar a acrofobia de Scottie. Como resultado do seu uso no filme, o efeito é muitas vezes referido como "o efeito Vertigo".
Vertigo recebeu críticas mistas quando de sua estreia, mas atualmente é frequentemente citado como um clássico filme de Hitchcock, e uma das obras marcantes de sua carreira. Atraindo críticas acadêmicas significativas, ele substituiu Cidadão Kane (1941) como o melhor filme já feito, na pesquisa feita com críticos, do Instituto Britânico de Cinema, Sight & Sound, de 2012. Em 1996, o filme passou por uma grande restauração para criar uma nova impressão de 70 milímetros e trilha sonora DTS. Ele tem aparecido repetidamente em pesquisas de melhores filmes, feitas pelo American Film Institute, incluindo o ranking de 2007, como o nono melhor filme americano de todos os tempos.

## Enredo
Depois de uma perseguição num telhado, onde seu medo de altura e sua vertigem resultam na morte de um policial, o detetive de São Francisco John "Scottie" Ferguson se aposenta. Scottie tenta superar o seu medo, mas sua amiga e ex-noiva Midge Wood diz que um outro choque emocional grave pode ser a única cura.

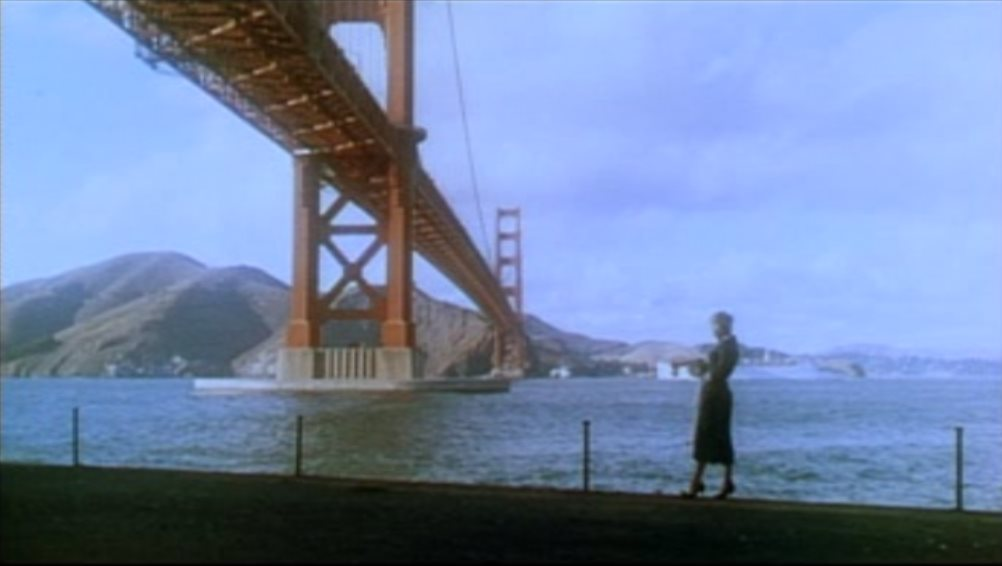
"Madeleine" na Golden Gate Bridge, Fort Point

Um conhecido da faculdade, Gavin Elster, pede a Scottie que investigue sua esposa, Madeleine, alegando que ela está correndo algum tipo de perigo. Scottie concorda, relutantemente, e segue Madeleine a uma floricultura, onde ela compra um buquê de flores, à Igreja de São Francisco de Assis e  à sepultura de uma mulher chamada Carlotta Valdes (1831–1857), e ao museu de arte Legion of Honor, onde ela fica admirando o Retrato de Carlotta. Ele a observa entrar no McKittrick Hotel, mas, ao investigar, descobre que ela parece não estar lá.
Um historiador local explica que Carlotta Valdes tragicamente cometera suicídio, ela havia sido a amante de um rico homem casado e veio a ter um filho dele; O homem, que não tinha outros filhos, ficou com a criança e mandou Carlotta embora. Gavin revela que Carlotta (que ele teme estar possuindo Madeleine) é a bisavó de Madeleine, embora ela não tenha conhecimento disso, e não se lembre dos lugares que visitou. Scottie segue Madeleine ao forte Fort Point e, quando ela se joga na baia, ele a resgata.
No dia seguinte, Scottie segue Madeleine. Eles se encontram e passam o dia juntos. Eles viajam para Muir Woods e Cypress Point na 17-Mile Drive, onde Madeleine corre em direção ao oceano. Scottie a agarra e eles se abraçam. Madeleine narra um pesadelo e Scottie identifica a sua localização como sendo a Igreja de São João Batista, cidade natal de Carlotta. Ele a leva até lá e eles expressam seu amor um pelo outro. De repente, Madeleine corre para a igreja e sobe até a torre do sino. Scottie, paralisado nos degraus por causa de sua acrofobia, vê Madeleine atirar-se para a morte.
A morte é declarado como suicídio. Gavin não culpa Scottie, mas ele se abala, torna-se clinicamente deprimido e vai para um sanatório, quase catatônico. Após sua alta, Scottie frequenta os lugares que Madeleine visitava, muitas vezes imaginando que a vê. Um dia, ele nota uma mulher que o faz lembrar de Madeleine, apesar de sua aparência diferente. Scottie segue-a e ela se identifica como Judy Barton, de Salina, Kansas.
Um flashback revela que Judy era a pessoa que Scottie conheceu como "Madeleine Elster". Ela estava se passando pela esposa de Gavin como parte de uma trama de assassinato. Judy redige uma carta para Scottie explicando seu envolvimento no caso: Gavin havia deliberadamente tirado vantagem da acrofobia de Scottie para substituir o corpo morto de sua esposa, no aparente "salto suicida". Mas Judy rasga a carta e continua com a farsa, pois ela ama Scottie.
Eles começam a sair juntos, mas Scottie continua obcecado com "Madeleine", e pede a Judy que mude suas roupas e cabelo para que ela se pareça com Madeleine. Após Judy consentir, esperando que eles possam finalmente encontrar a felicidade juntos, ele nota que ela está usando o colar retratado na pintura de Carlotta, e descobre a verdade, que Judy fora amante de Elster, antes dela ser mandada embora, tal como Carlotta fora. Ele insiste em levá-la à Igreja.
Lá, ele lhe diz que ela deve reencenar o evento que o levou à loucura, admitindo que agora ele entende que "Madeleine" e Judy são a mesma pessoa. Scottie a obriga a subir à torre do sino e a faz admitir sua mentira. Scottie chega ao topo, finalmente derrotando sua acrofobia. Judy confessa que Gavin lhe pagou para representar a "possuída" Madeleine. Gavin forjou o suicídio, atirando o corpo de sua esposa da torre do sino.
Judy implora que Scottie a perdoe, porque ela o ama. Ele a abraça, mas uma sombra surge do alçapão da torre, assustando Judy, que dá um passo para trás e cai para a sua morte. Arrasado novamente, Scottie para na borda, enquanto o vulto, uma freira investigando o ruído, toca o sino da Igreja.

## Elenco
- James Stewart como John "Scottie" Ferguson
- Kim Novak como Judy Barton / Madeleine Elster
- Barbara Bel Geddes como Midge Wood
- Tom Helmore como Gavin Elster
- Henry Jones como juiz
- Ellen Corby como proprietário do hotel
- Konstantin Shayne como Pop Leibel
- Raymond Bailey como médico de Scottie
- Lee Patrick como motorista
- Margaret Brayton como vendedora da Ransohoff
- Fred Graham como parceiro policial de Scottie
- Alfred Hitchcock como participação (andando com terno cinza e carregando um estojo de instrumento musical)

## Temas
Os críticos interpretaram Vertigo de maneiras variadas, como "um conto de agressão masculina e controle de imagem, como um mapa da trajetória edipiana feminina, como uma desconstrução da construção masculina da feminilidade e da própria masculinidade; como um desnudamento dos mecanismos de direção dos estúdio de Hollywood e da opressão colonial; e como um lugar onde os significados textuais se desenrolam numa regressão infinita de auto-reflexividade."
O crítico James F. Maxfield sugeriu que Vertigo pode ser interpretada como uma variante do conto de Ambrose Bierce, "Um Incidente na Ponte de Owl Creek" (1890), e que a narrativa principal do filme é na verdade imaginação de Scottie, a quem vimos pendurado á beira de um prédio no final da perseguição no telhado, na abertura do filme.

## Produção

### Desenvolvimento

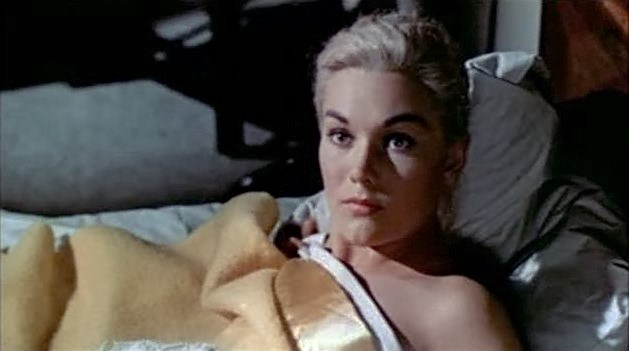
Kim Novak como "Madeleine", que recém acordou nua na cama de Scottie após uma aparente tentativa de suicídio por afogamento

O roteiro é uma adaptação do romance francês D'entre les morts (Dentre os Mortos), de Pierre Boileau e Thomas Narcejac. Hitchcock tentara comprar os direitos do romance anterior dos mesmos autores, Celle quinez plus, mas não obteve sucesso, e o mesmo acabou sendo feito em um filme pelo diretor Henri-Georges Clouzot, como As Diabólicas. Embora François Truffaut tenha sugerido que D'entre les morts fora especificamente escrito para Hitchcock por Boileau e Narcejac, o próprio Narcejac negou, posteriormente, que essa tivesse sido a intenção deles. No entanto, o interesse de Hitchcock no trabalho dos autores fez com que a Paramount Pictures encomendasse uma sinopse de D'entre les morts, em 1954, antes mesmo dele ter sido traduzido para o inglês.
No livro, o envolvimento de Judy na morte de Madeleine não é revelado até o desfecho. Na fase de composição do roteiro, Hitchcock sugeriu revelar o segredo a dois terços do filme, para que o público entendesse o dilema mental de Judy. Após a primeira pré-exibição, Hitchcock não tinha certeza se mantinha ou não a "cena da escrita da carta." Ele decidiu removê-la. Herbert Coleman, produtor associado de Vertigo, e frequente colaborador de Hitchcock, achava que a remoção era um erro. No entanto, Hitchcock disse: "Lance-o do jeito que está". James Stewart, agindo como mediador, disse a Coleman: "Herbie, você não deve ficar tão chateado com Hitch. O filme não é tão importante assim." A decisão de Hitchcock foi apoiada por Joan Harrison, outro membro de seu círculo, que achou que o filme tinha sido melhorado. Coleman, relutantemente, fez as edições necessárias. Quando recebeu notícias disso, o chefe da Paramount, Barney Balaban, foi bem explicito sobre as edições e ordenou a Hitchcock "Deixe o filme do jeito que era." Como resultado, a "cena da escrita da carta" permaneceu na versão final do filme.

### Roteiro
Três escritores estiveram envolvidos no roteiro de Vertigo. Originalmente, Hitchcock havia contratado o dramaturgo Maxwell Anderson para escrever um roteiro, mas rejeitou seu trabalho, intitulado Darkling, I Listen (No escuro, escuto), uma citação do poema Ode a um Rouxinol, do poeta inglês John Keats. Uma segunda versão, escrita por Alec Coppel, também deixou o diretor insatisfeito. O roteiro final foi escrito por Samuel A. Taylor—que foi recomendado a Hitchcock devido ao seu conhecimento sobre San Francisco— baseado em notas de Hitchcock. Entre as criações de Taylor está a personagem Midge. Taylor tentou obter crédito exclusivo sobre o roteiro, mas Coppel protestou ao Screen Writers Guild (Sindicato dos Roteiristas), que determinou que ambos os escritores tinham direito de ser creditados.

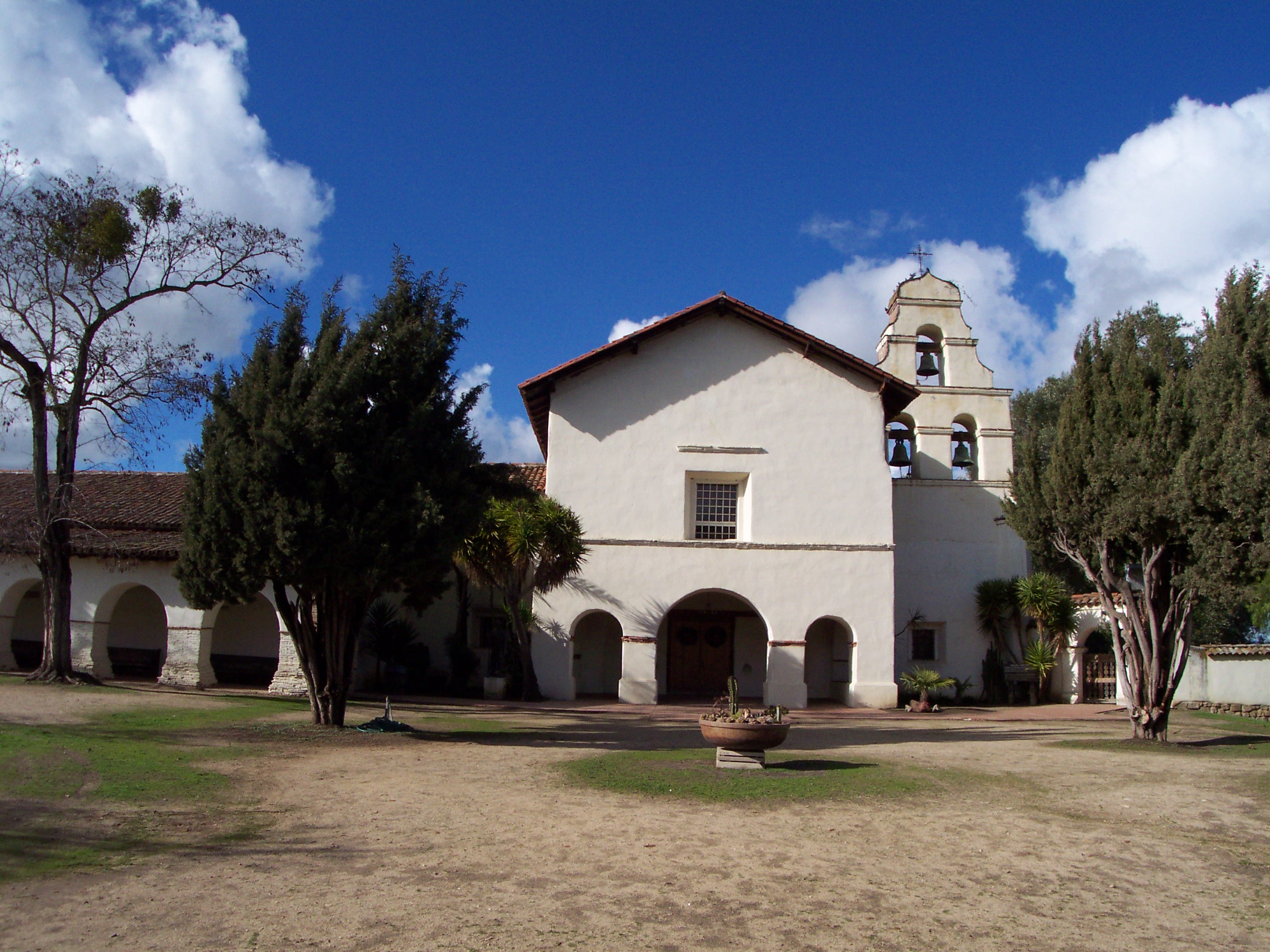
As cenas com "Madeleine" e posteriormente Judy, na Missão San Juan Bautista, foram feitas na real localização da Missão, com uma torre de sino muito mais alta como efeito especial

### Elenco
Vera Miles, que estava sob contrato pessoal com Hitchcock, e aparecera em seu programa de televisão e em seu filme The Wrong Man, originalmente havia sido escalada para interpretar Madeleine. Ela chegou a modelar para uma versão inicial da pintura presente no filme. Após atrasos, incluindo Hitchcock doente com problemas na vesícula biliar, Miles engravidou e teve que abrir mão do papel. O diretor se recusou a adiar as filmagens, e escalou Kim Novak para o personagem. Ironicamente, após Novak ter terminado compromissos anteriores com outro filme, e tirado as férias prometidas pela Columbia Pictures, o estúdio da qual era contratada, Miles já havia dado à luz e estava disponível para o filme. No entanto, Hitchcock seguiu com Novak. O chefe da Columbia, Harry Cohn, concordou em emprestar Novak para filmar Vertigo se Stewart concordasse em co-estrelar com Novak em Bell, Book and Candle, uma produção da Columbia lançada em dezembro de 1958.

### Filmagem
Vertigo foi filmado de setembro a dezembro de 1957. A fotografia principal começou em San Francisco, em setembro de 1957, sob o título provisório de "Dentre os Mortos" (tradução literal de D'entre les morts).

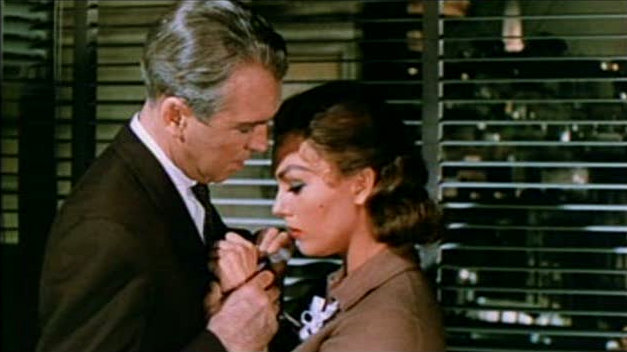
James Stewart como Scottie e Kim Novak como Judy, no apartamento de Scottie, com a Coit Tower visível pela janela

A cena em que Madeleine cai da torre foi filmada na Missão San Juan Bautista, uma missão espanhola em San Juan Bautista, Califórnia. A filha do produtor associado Herbert Coleman, Judy Lanini, sugeriu a missão a Hitchcock como local de filmagem. Um campanário, adicionado algum momento após a construção e a secularização da missão, havia sido demolido após um incêndio, então Hitchcock adicionou uma torre de sino usando modelos em escala, pinturas de fundo e truques fotográficos no estúdios da Paramount em Los Angeles. A torre original era muito menor e menos dramática do que a versão do filme. A escada da torre foi posteriormente montada dentro de um estúdio.
Após 16 dias de filmagem, a produção mudou-se para os estúdios da Paramount em Hollywood, para dois meses de filmagem. Hitchcock preferia filmar em estúdios pois podia controlar o ambiente. Quando já tinham conseguido imagens exteriores suficientes, sets de interiores eram projetados e construídos no estúdio.
Hitchcock popularizou o efeito de zoom dolly com este filme, levando à proliferação de apelidos da técnica, entre eles, "o efeito Vertigo". Este método de "dolly-out/zoom-in" envolve a câmera se afastando fisicamente de um objeto, enquanto simultaneamente faz um zoom (um efeito semelhante pode ser conseguido no sentido inverso), de modo que o objeto retém seu tamanho no quadro, mas a perspectiva do plano de fundo muda. Hitchcock usou o efeito para olhar para baixo do eixo da torre, para enfatizar sua altura e a desorientação de Scottie. Após dificuldades em filmar a cena em um set de tamanho real, um modelo do eixo da torre foi construído e o zoom dolly foi filmado horizontalmente.
A "sequência especial" (sequência de pesadelo de Scottie) foi desenhada pelo artista John Ferren. A pintura de Carlotta foi criada pelo artista italiano Manlio Sarra.
Os padrões rotativos na sequência do título foram feitos por John Whitney, que usou um computador analógico, chamado Kerrison Predictor, que foi usado durante a Segunda Guerra Mundial para apontar canhões antiaéreos em alvos móveis. Isso possibilitou a produção de uma versão animada de formas (conhecidas como curvas de Lissajous), com base em gráficos de equações paramétricas criadas pelo matemático Jules Lissajous.
Hitchcock e a estilista Edith Head usaram cores para aumentar as emoções. O cinza foi escolhido para o terno de Madeleine porque geralmente não é uma cor de loira, então era psicologicamente desconsertante. Em contraste, o personagem de Novak usava um casaco branco quando visitou o apartamento de Scottie, que Head e Hitchcock consideraram uma cor mais natural de uma loira usar.

### Final alternativo
Uma coda para o filme foi filmada, na qual via-se Midge em seu apartamento, ouvindo um relatório de rádio (anunciado pelo repórter da televisão de San Francisco, Dave McElhatton) descrevendo a busca de Gavin Elster pela Europa. Midge desliga o rádio quando Scottie entra na sala. Eles então compartilham uma bebida e olham pela janela em silêncio. Contrariando os relatos de que esta cena fora filmada para atender às exigências da censura estrangeira, este final fora originalmente exigido por Geoffrey Shurlock, da Administração de Código de Produção dos EUA, que havia notado: "Naturalmente, será muito importante que a indicação de que Elster será trazido de volta para julgamento seja suficientemente enfatizada."
Hitchcock finalmente conseguiu se desvencilhar da maior parte das demandas de Shurlock (que incluía atenuar as alusões eróticas) e o final alternativo foi retirado. A filmagem foi descoberta em Los Angeles, em maio de 1993, e foi adicionada como um final alternativo no lançamento do filme em laserdisc e posteriormente em lançamentos em DVD e Blu-ray.

### Música e títulos
A trilha sonora foi escrita por Bernard Herrmann, conduzida por Muir Mathieson e gravada na Europa pois na época houve uma greve de músicos nos EUA.
Em uma edição especial, de 2004, da revista Sight & Sound, do British Film Institute (BFI), o diretor Martin Scorsese descreveu as qualidades do trabalho de Herrmann:

O cinema de Hitchcock trata de obsessão, isto quer dizer voltar ao mesmo momento, de novo e de novo ... E a música também é construída em torno de espirais e círculos, satisfação e desespero. Herrmann realmente entendia o que Hitchcock estava procurando - ele queria penetrar no coração da obsessão.

O designer gráfico Saul Bass usou motivos espirais na sequência do título e no cartaz do filme, enfatizando o que o documentário Obsessed with Vertigo chama de "vórtex psicológico de Vertigo".

## Principais prêmios e indicações
Oscar 1959 (EUA)
- Teve duas indicações, nas categoria de melhor som e melhor direção de arte.

Festival de Cinema de São Sebastian 1958 (Espanha)
- Alfred Hitchcock foi premiado como melhor diretor e, James Stewart recebeu o prêmio de melhor ator.

## Galeria

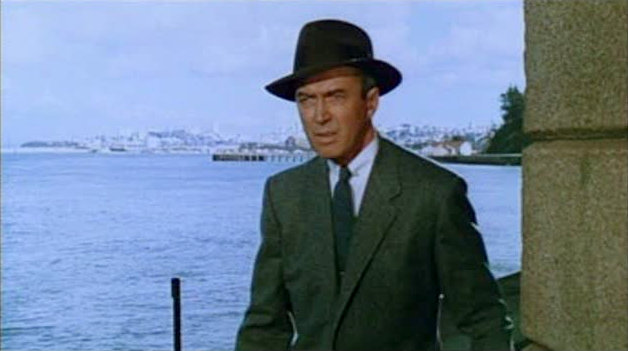
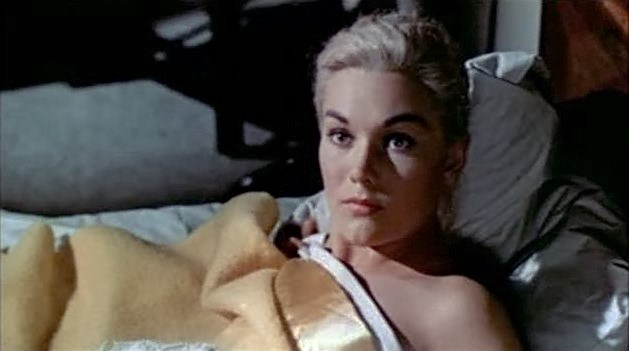
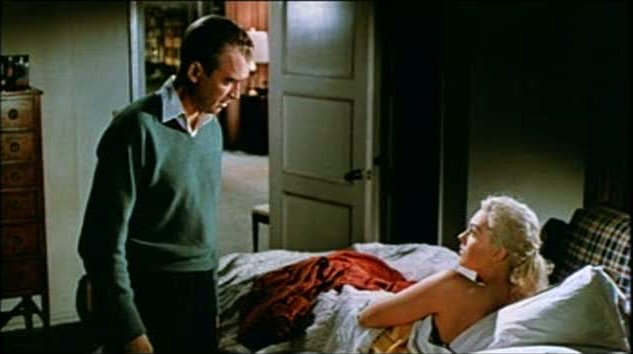
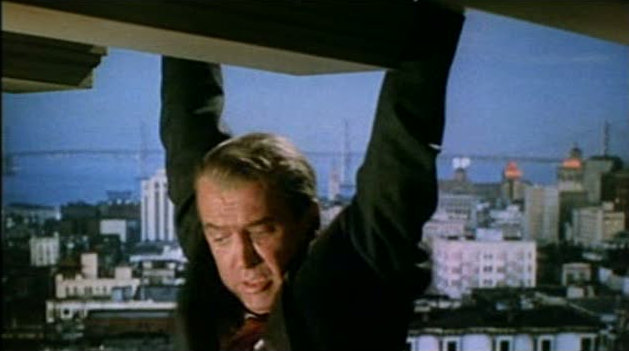
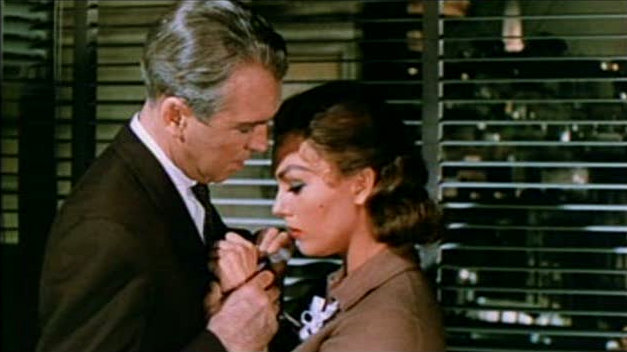